# Маркарян Беніамін Єгішевич
Беніамі́н Єгі́шевич Маркаря́н — вірменський радянський астроном, академік АН Вірменської РСР (1971).

## Біографія
Народився у селі Шулавері (нині це Грузія). 1938 року закінчив Єреванський університет, 1941 — аспірантуру Ленінградського університету. З 1944 працював у Бюраканській астрофізичній обсерваторії (у 1952—1957 — заступник директора, з 1957 — завідувач відділом галактик). У 1943—1957 викладав у Єреванському університеті.

## Науковий доробок
Наукові праці належать до зоряної і позагалактичної астрономії. Розробив теорію флуктуації спостережуваного розподілу зір з урахуванням космічного поглинання. Спільно з В. А. Амбарцумяном встановив існування в Галактиці молодих, нестійких зоряних систем — асоціацій, наявність яких свідчить, що процес зореутворення триває і досі, до того ж зірки народжуються групами. Розробив класифікацію розсіяних зоряних скупчень, вивчив особливості їх розподілу та окреслив за їх допомогою розташування спіральних рукавів Чумацького шляху. Виявив існування серед яскравих галактик особливої категорії об'єктів, що мають аномальні кольори та спектральні характеристики. Для пояснення виявленого явища першим висунув ідею про наявність у ядер галактик ультрафіолетового (УФ) випромінювання нетеплової природи. Розробив спеціальну методику і провів перший спектральний огляд неба з бюраканським метровим телескопом Шмідта у поєднанні з набором об'єктивних призм. На знімках огляду виявив слабкі галактики (13—17-ї зоряної величини), що мають інтенсивний УФ-континуум, обумовлений надлишком УФ-випромінювання. Подальші дослідження в різних обсерваторіях довели, що ці об'єкти, які отримали назву галактик Маркаряна, становлять великий клас активних утворень у Метагалактиці. Значна їх частина має радіо-, інфрачервоне і рентгенівське випромінювання, а понад 10 % притаманні особливості галактик Сейферта. Серед них є також квазари та об'єкти типу BL Ящірки.

## Звання
- Президент Комісії № 28 «Галактики» Міжнародного астрономічного союзу (1976—1979).
- Заслужений діяч науки Вірменської РСР. Сталінська премія (1950).